# 4区 (ホーチミン市)
4区（よんく、ベトナム語：Quận 4 / 郡四）はホーチミン市の区の1つ。
同市の区の中では最小の面積。都心に位置する。治安の悪い地域であったが、現在は徐々に工業化・近代化がすすみ、高級マンションも建つ。サイゴン港は同区内にある。